# مونستر جام
مُونَسْتِرْ جَامْ أو الْوَحْشُ جَامْ (بالإنجليزية: Monster Jam)‏ هو عرض تلفزيوني شاحنات أنتج في بالميتو، فلوريدا كما يتم عرضه أحيانًا في كاليفورنيا، سان أنطونيو، مكسيكو سيتي، وغيرها من الأماكن.

## مدة العرض

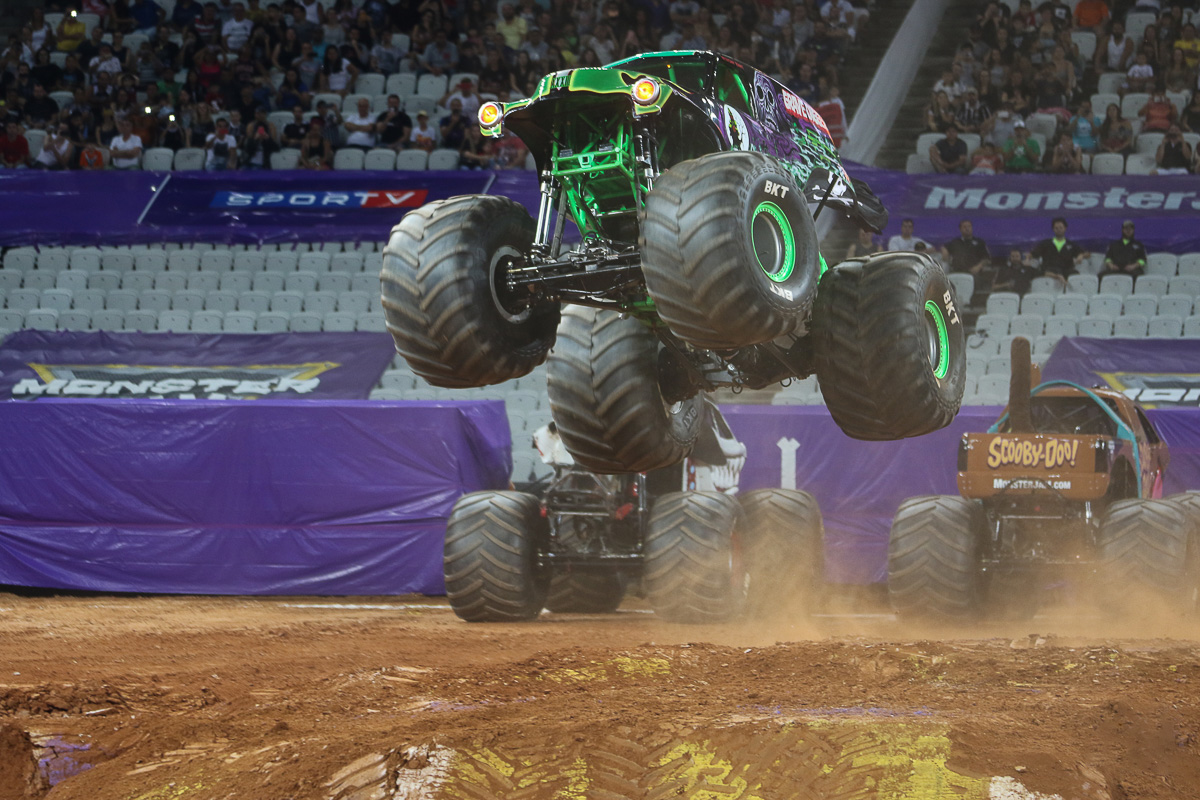
عرَضْ مونستر جام 2017، يَعرضُ شاحنة غرايف ديغر قافزةً في الهواء بينمَا المشجِّعُون يلتقطون الصُّوَر

- الوقت الأصلي: فيها 90 ثانية
الوقت الإضافي:فيها 30 ثانية

يبدأ الأسلوب الحر بالسماح للشاحنة أن تقود في أي مكان لمدة 90 والحكام يقررون ويضعون النقاط إلى أن تنتهي التسعون ثانية وتأتي جملة مكتوب عليها 'الوقت الإضافي (بالإنجليزية: Bonus Time)‏، والمعلق هو سكوت دوغلاس (بالإنجليزية: Scott Doglas)‏، وفي النهائيات يتم تنظيم الفرق كمرحلة خروج المغلوب، والفائز هو من يحمل الكأس.
إذا تحطمت الشاحنة أو توقفت عن العمل، فسوف يتوقف الوقت ويظهرون النقاط.

## الشاحنات
- جرايف ديغر (بالإنجليزية: Grave Digger)‏
- ماكسيموم دستركشن (بالإنجليزية: Maximum Destruction)‏
- إل تورو لوكو (بالإنجليزية:  El Toro Loco)‏
- مونستر مات (بالإنجليزية: Monster Mutt)‏
- تاز (بالإنجليزية: Taz)‏
- سلاحف النينجا (بالإنجليزية: Teenage Mutant Ninja Turtles)‏
- ديزني إكس دي (بالإنجليزية: Disney XD)‏
- كابتن كيرس (بالإنجليزية: Captain Curse)‏
- أير فورس أفتربورنر (بالإنجليزية: Air Force Afterburner)‏

و غيرها من الشاحنات

## وصلات خارجية
- الموقع الرسمي